# Parc Nacional Defileul Jiului
El Parc Nacional Defileul Jiului és una zona protegida d'interès nacional que correspon a la UICN de segona categoria (parc nacional), situada al sud-oest del Romania, als territoris dels comtats de Gorj i Hunedoara.
A la zona del parc hi ha el monestir de Lainici, un monestir ortodox de monjos construït el 1817. El lloc de culte està dedicat a l' entrada a l'església de la Mare de Déu.

## Ubicació
El parc nacional es troba a l'extrem sud del comtat de Hunedoara (als territoris administratius de les ciutats d'Aninoasa, Petroșani i Vulcà) i al nord del comtat de Gorj (al territori de la comuna de Bumbești-Jiu i Schela) i es creua per la carretera nacional DN66 que connecta el municipi de Deva amb la ciutat de Filiași.

## Descripció
El Parc Nacional Jiu Gorge va ser declarat zona protegida el 2005, per decisió del Govern núm. 1581, de 8 de desembre (sobre el règim d'espais naturals protegits, conservació d'hàbitats naturals, flora i fauna salvatges, aprovat amb modificacions i finalitzacions per la Llei núm. 462/2001) i té una superfície total d'11.127 ha.
El parc nacional s'estén a la part occidental dels Carpats del Sud, entre les muntanyes Vâlcan (grup muntanyós de les muntanyes Retezat-Godeanu), a l'oest i les muntanyes Parâng (pertanyents al grup muntanyenc Parâng-Șureanu-Lotrului), a l'est; al llarg del riu Jiu, entre la confluència del Jiu oriental amb el Jiu occidental i la confluència amb la vall del Sadului i representa una zona muntanyosa (amb roques, penya-segats de pedra calcària, cims, runa, gorges, cascades, contraforts, prats de muntanya i boscos), a la zona que inclou les reserves naturals: Esfinx Lainicilor (formació geològica forma megalítica d'una esfinx) i roques Rafailă (una àrea protegida d'interès geològic i paisatgístic, en el territori del qual hi ha més formacions rocoses compostes d'estructura metamòrfica d' esquist, insercions de cloritoides).
L'espai natural té diversos tipus d'hàbitat (boscos de faigs dacis (Symphyto-Fagion), boscos al·luvials amb Alnus glutinosa i Fraxinus excelsior (Alno-Padion, Alnion incanae, Salicion albae), boscos de Tilio-Acerion en pendents abruptes, runa i barrancs, Galio -Boscos de roures de carpins Carpinetum, fagedes Luzulo-Fagetum, fagedes Asperulo-Fagetum, roures Erythronio-Carpiniori, Picea abies regió muntanyenca de boscos acidòfils (Vaccinio-Piceetea), comunitats de vores amb altes herbes higròfiles des de les planes fins a les muntanyes i els alps, Fonts petrificants amb formació de travertí (Cratoneurion), Vegetació llenyosa amb Salix eleagnos al llarg dels rius de muntanya, Vegetació llenyosa amb Myricaria germanica al llarg dels rius de muntanya i vegetació herbàcia a la vora dels rius de muntanya) que alberguen un ventall divers de flora i fauna específiques a la cadena dels Carpats dels sud.

## Flora i fauna
El parc es cobreix en proporció de més del 80% en fusta de faig (Fagus sylvatica) i roure de fulla gran (Quercus petraea) boscos, en associació amb el carpí (Carpinus betulus) o cendra (Fraxinus). La flora de la capa herbosa es compon de més de 550 espècies de cormòfits i més de 140 talòfits (espècies amb una sola tija, amb multiplicació d'espores). La fauna està ben representada per mamífers, aus, amfibis, rèptils, peixos i insectes.
El parc nacional se superposa amb el lloc d'importància comunitària - Jiu Gorge (lloc SCI), basat en la designació de diverses espècies faunístiques i florístiques que figuren a l'annex Ia de la Directiva 92/43 / CE del Consell de 21 de maig de 1992 (relativa a conservació d'hàbitats naturals i espècies de fauna i flora silvestres); incloses set espècies de mamífers: os bru (Ursus arctos, linx (Lynx lynx), llúdriga de riu (Lutra lutra), ratpenat de ferradura gran (Rhinolophus ferrumequinum), ratpenat comú (Myotis myotis), el ratpenat d'orelles de ratpenat (Myotis blythii) i el ratpenat d' ales llargues (Miniopterus schreibersi), dos amfibis: l'ivori de panxa groga (Bombina variegata) i el tritó crestat (Triturus cristatus), quatre espècies de peixos: barb (Barbus meridionalis), picot (Cottus gobio), ratlla (Sabanejewia aurata) i limícola (Gobio uranoscopus), a més de vuit espècies d'invertebrats: escarabat ermità (Osmoderma eremita), escarabat aquàtic (Rhysodes sulcatus), escarabat cérvol (Lucanus Cervus) , sastre roure gran (Cerambyx cerdo), sastre roure gris (Morimus funereus), sastre char (Rosalia alpina) escarabat vermell (Cucujus cinnaberinus) i escamarlans (Austropotamobius torrentium).

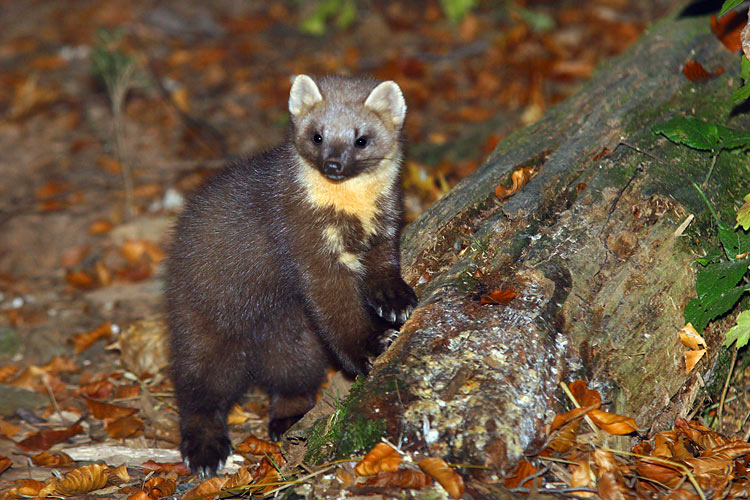
Marta (martes)

Altres espècies (mamífers, rèptils i amfibis) reportades a la zona del jaciment: cabra negra (Rupicapra rupicapra), cérvol (Cervus elaphus), cérvol (Capreolus capreolus), gat salvatge (Felis silvestris), marta de fusta, marta Myoxus glis, avellaner (Muscardinus avellanarius), serp avellana (Coronella austriaca), serp esculapiana (Elaphe longissima), sargantana (Lacerta agilis), sargantana (Lacerta viridis), serp d' aigua (Natrix tessata), sargantana de paret (Podarcis muralis), serp cega (Anguis fragilis), la granota vermella de muntanya (Rana temporaria), la granota vermella del bosc (Rana dalmatina), el gripau marró (Bufo bufo), la salamandra de tritó (Triturus alpestris) o la salamandra de foc (Salamandra salamandra).
Arran d'herba, hi trobem la planta (situada al mateix annex de la Directiva del Consell d'Europa - 92/43 / CEE) de l'espècie Tozzia carpathica, coneguda com la popular herba del coll.

## Carreteres d'accés
- Carretera europea E79 a la ruta: Târgu Jiu - Bumbești Jiu.
- Carretera europea E79 a la ruta: Deva - Simeria - Călan - Hațeg - Pui - Băița - Petroșani.

## Monuments i atraccions turístiques
Als voltants del parc hi ha nombrosos objectius (llocs de culte, monuments històrics, jaciments arqueològics, espais naturals) d'interès històric, cultural i turístic:

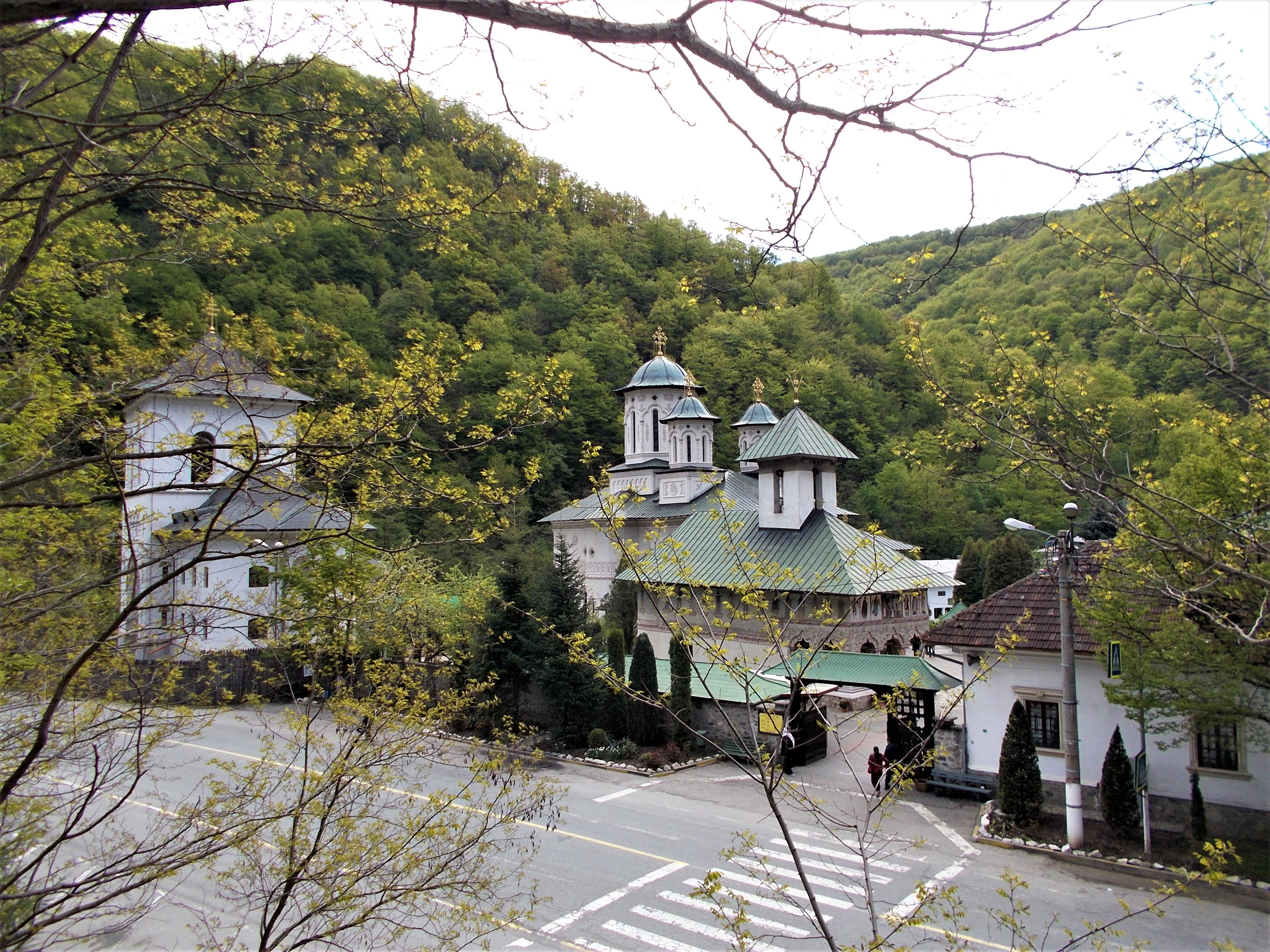
Monestir de Lainici

- L'església de fusta "Sf. Arhangheli" (dels "Sânonilor") de Petroșani, construïda al segle XVIII, monument històric.
- Església de fusta "Sf. Nicolae" de Bumbești Jiu, construïda el 1760, monument històric.
- L'església de fusta „Sfinții Voievozi” de Pleșa (Bumbești Jiu), construcció 1706, monument històric.
- Església "Entrada a l'Església" del monestir de Lainici, construcció 1812 - 1827, monument històric.
- Església "Schimbarea la Față" de Bumbești Jiu, construïda el 1835, monument històric.
- Església "Sant Joan Baptista" de Bumbești Jiu, construïda el 1820, monument històric.
- Església de fusta "Sf. Gheorghe" de Sâmbotin, construïda el 1794, monument històric.
- L'església de fusta "Sf. Dumitru" de Schela, construïda el 1781, monument històric.
- El museu d'arquitectura popular de Gorj de Bumbești Jiu.
- Cula Cornoiu de la ciutat de Bumbești Jiu.
- Els camps romans Bumbești-Jiu (1), Bumbești-Jiu (2) i Bumbești-Jiu (3).
- Espais naturals protegits: el turó de Gornăcelu, l'esfinx i les roques de Rafailă (monuments naturals), Piatra Crinului i Peştera Bolii, on, a la sala més gran de la cova: Sala de concerts i dansa (amb una acústica especial), s'organitzen concerts musicals.